# Kin-Ball

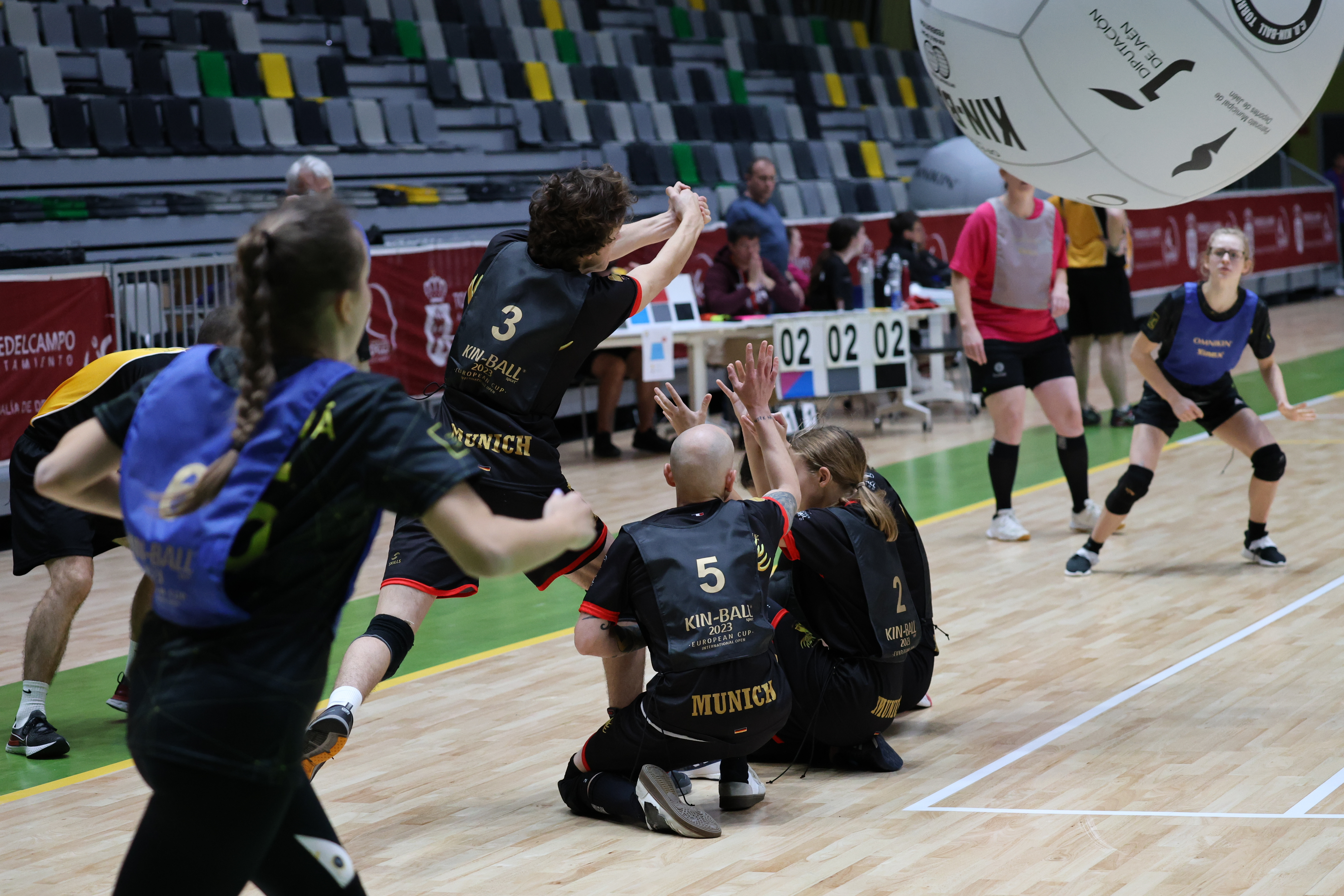
Beidarmiger Angriffsschlag (Baseball Hit)

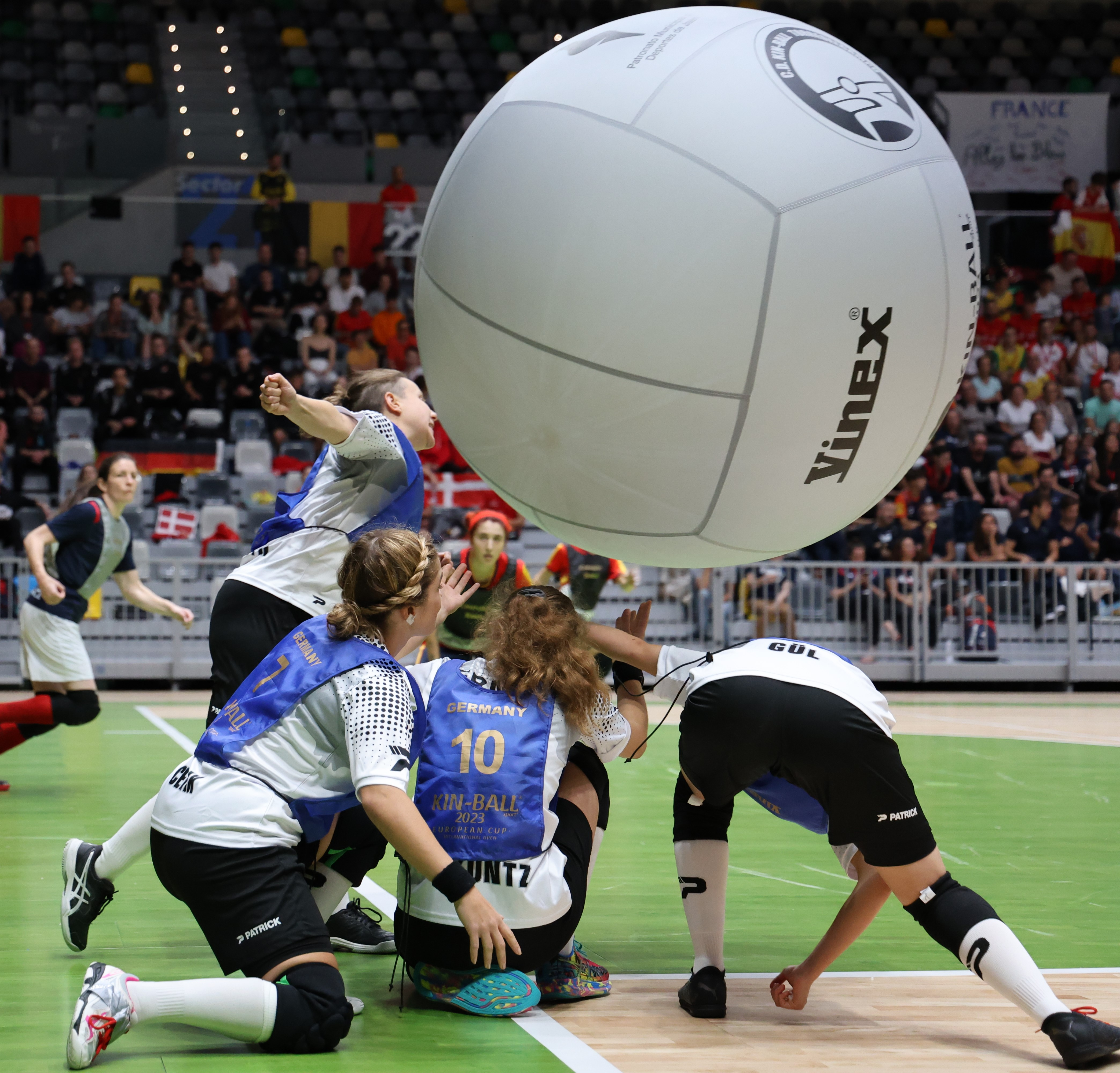
Einarmiger Angriffsschlag (One Arm Hit)

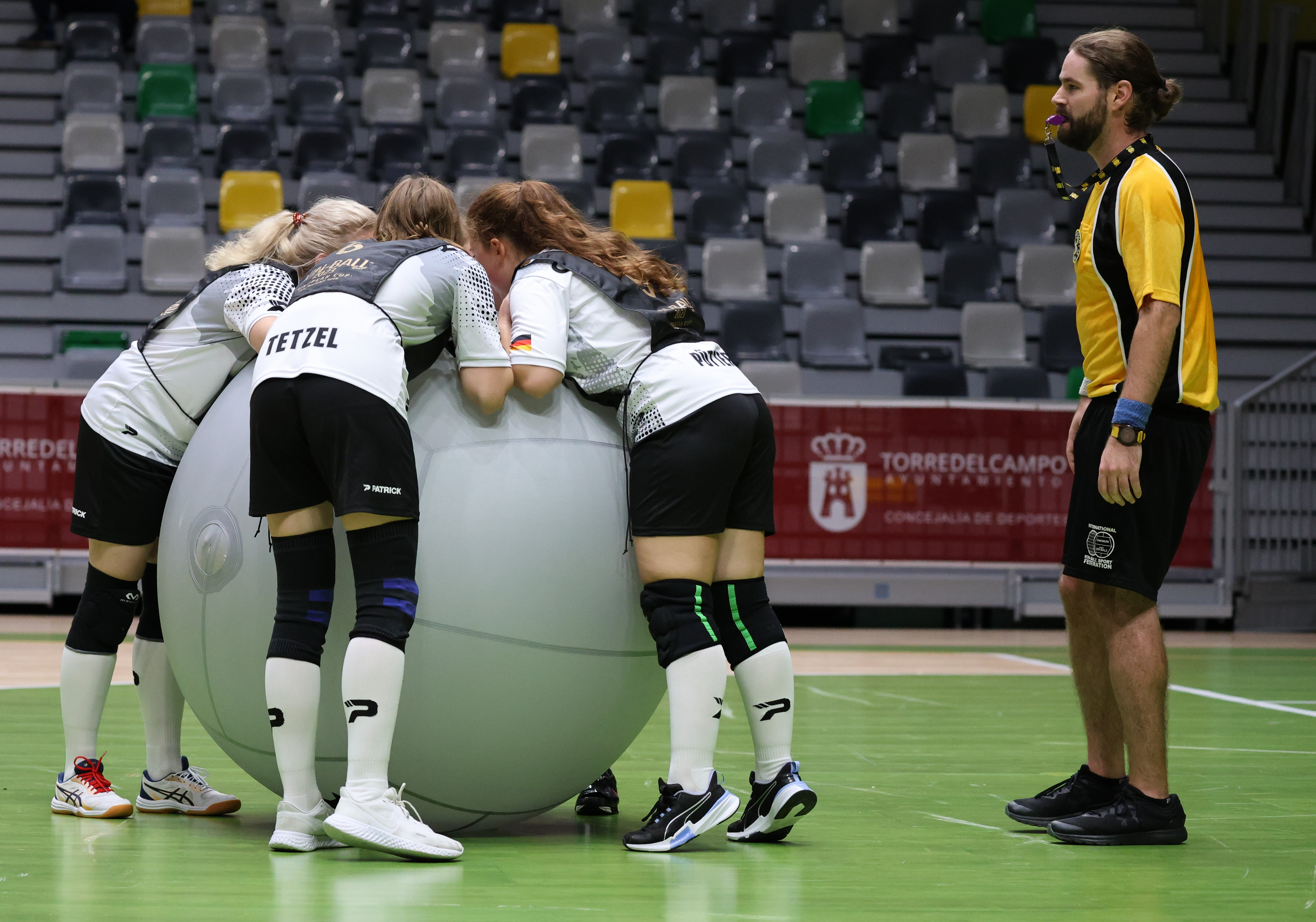
Besprechung des Teams zur Taktik des nächsten Spielzuges.

Kin-Ball ist eine relativ junge Mannschaftssportart, die sich zunehmender Beliebtheit erfreut. Ihre Geschichte begann 1986 in Kanada. Drei Mannschaften mit jeweils vier Spielern agieren gleichzeitig auf einem Spielfeld variabler Größe, ohne Netz und Tore. Gespielt wird mit einem riesigen, 1,22 Meter großen Ball, der ein Kilogramm leicht ist. Grundlegendes Ziel des Spiels ist, einen Angriffsschlag so auszuführen, dass die angegriffene Mannschaft den Ball nicht unter Kontrolle bringen kann und er den Boden berührt. Das Kin-Ball-Spiel hat mit dem Riesenball, einer starken elektrischen Pumpe, den Kennzeichnungswesten in drei Farben und einer dreiteiligen Zähltafel keinen großen Materialbedarf.
Weltweiter Dachverband ist der Internationale Kin-Ball Verband (IKBF), dem sich momentan 15 nationale Verbände mit insgesamt 3,8 Millionen Mitgliedern angeschlossen haben. Die Tendenz ist steigend. In Deutschland wird der Kin-Ball-Sport durch den Deutschen Kin-Ball Verband (DKBV) organisiert.
Kin-Ball fördert und fordert mit seiner Spielweise und den Möglichkeiten einer variablen Mannschaftszusammensetzung neben den motorischen Fähigkeiten in besonderem Maße auch die sozialen Kompetenzen. Damit bildet Kin-Ball einen gewissen Gegenpol zu den klassischen Sportspielen. Das Regelwerk sorgt dafür, dass jedes Mannschaftsmitglied die gleichen Spielanteile erhält, also gleich wichtig für die Mannschaft ist und sich kein egozentrierter ‚Star‘ herausbilden kann. Kin-Ball ist in seiner Grundkonzeption für jeden schnell zu erlernen, hat aber einen weiten Spielraum bis zur leistungssportlichen Ausprägung. Das Regelwerk und die räumlichen Rahmenbedingungen ermöglichen spektakuläre Szenen (siehe Fotos).

## Regelwerk und Spielablauf
Die offiziellen Mannschaftsfarben sind schwarz, grau und blau. Manchmal wird statt blau auch pink verwendet. Bei internationalen Wettbewerben misst das Spielfeld 20 × 20 Meter. Die Begrenzungslinien gehören zum Spielfeld. Bei nationalen Meisterschaften sind geringfügige Abweichungen nach unten erlaubt. Bei Spielen beispielsweise im Freizeitbereich oder Schulsport ist jede Feldgröße möglich, die dem Niveau der Spieler angepasst ist.
Im Spiel treten 3 Mannschaften mit jeweils 4 Spielern gegeneinander an. Die Mannschaft im Ballbesitz greift an. Dabei ruft sie die Farbe der Mannschaft auf, die sie angreifen möchte. Der Aufruf beginnt mit einem Schlüsselwort, gefolgt von der Farbe. Bei offiziellen Turnieren ist das Schlüsselwort „Omnikin“, abgeleitet aus omnes = alle (lateinisch) und κινούμαι = sich bewegen (griechisch), ansonsten kann ein beliebiges Schlüsselwort wie z. B. „Team“ oder „Kin-Ball“ gerufen werden. Nach dem Aufruf wird der Ball mit einem Körperteil oberhalb der Hüfte geschlagen, wobei alle 4 Spieler der angreifenden Mannschaft im Moment des Angriffsschlages auf irgendeine Weise Kontakt mit dem Ball haben müssen. Die angegriffene Mannschaft versucht zu verhindern, dass der Ball zu Boden fällt. Gelingt es ihr, den Ball unter Kontrolle zu bringen, führt sie den nächsten Angriff aus.
Auf internationaler Ebene dauert ein Spiel so lange, bis eine Mannschaft vorab festgelegte Anzahl von Spielperioden gewonnen hat. In jeder Spielperiode scheidet die punktschwächste Mannschaft aus, wenn eine Mannschaft 9 Punkte erreicht hat. Danach spielen die beiden verbleibenden Mannschaften bis zum 11. Punkt weiter. Bei diesem Spielmodus dauert eine Spielrunde manchmal bis zu 90 Minuten. Der Spielmodus kann aber auch sehr unterschiedlich gestaltet werden, um beispielsweise den Zeitbedarf der Anzahl der teilnehmenden Mannschaften anzupassen. In der Deutschen Bundesliga dauert ein Spiel nach der derzeitigen Spielordnung stets 4 Spielperioden, nach denen die Spielpunkte vergeben werden. Bei Welt- und Kontinentalmeisterschaften ist ein Spiel entschieden, wenn eine der drei Mannschaften 4 Spielperioden (11 Punkte) gewonnen hat. Möglich sind auch Spielperioden auf Zeit oder bis zu einem beliebigen Punktestand.
Ein Spieler kann eine Reihe von Fehlern während eines Spiels begehen:

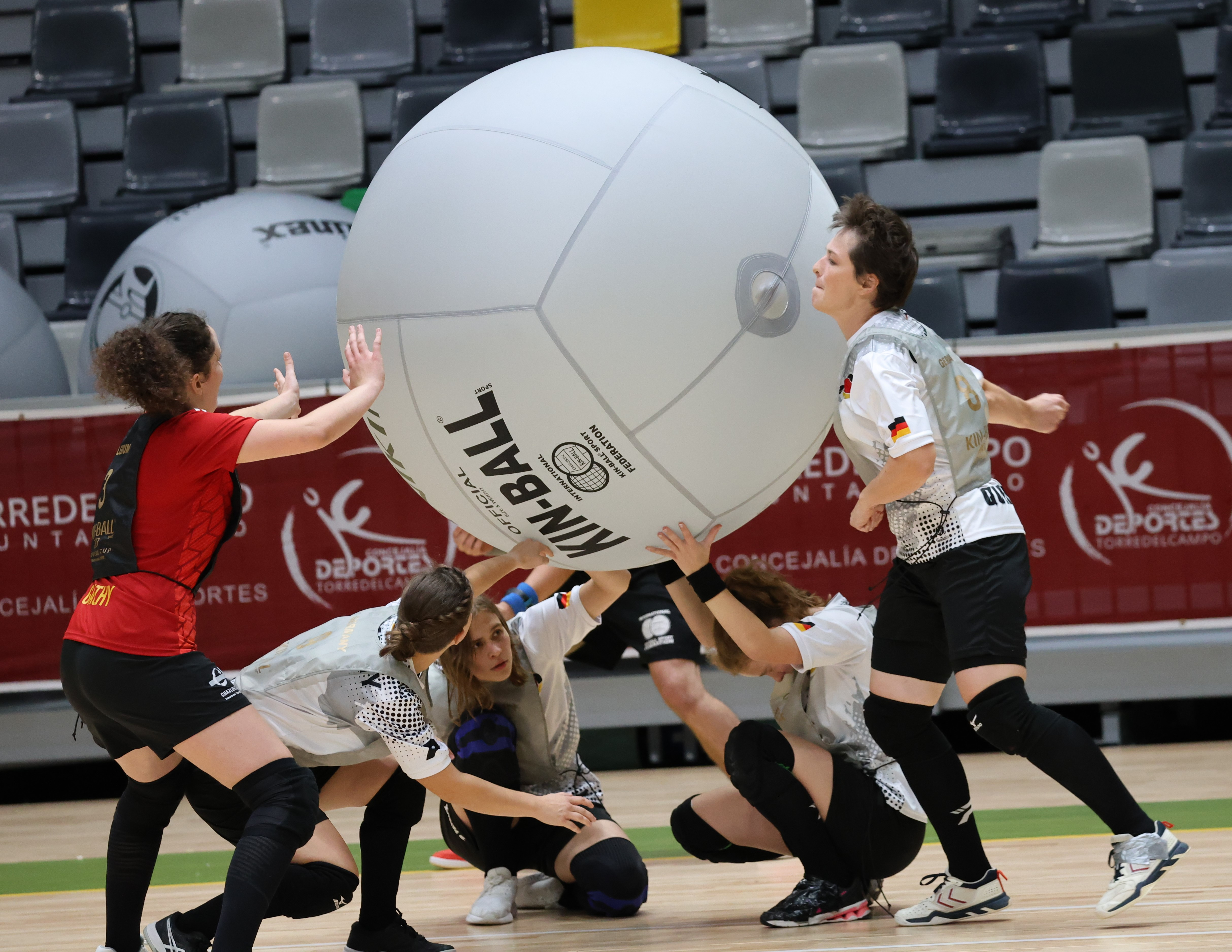
Die Spielerin Schwarz versucht mit einem 'Block' den Angriffsschlag in eine für die eigene Mannschaft positive Richtung zu lenken.

1. Die Spielerin Schwarz versucht mit einem 'Block' den Angriffsschlag in eine für die eigene Mannschaft positive Richtung zu lenken.Er schafft es nicht, den Ball zu kontrollieren, bevor er zu Boden fällt.
2. Er schlägt den Ball ins Aus oder er steht im Aus, während er den Ball berührt.

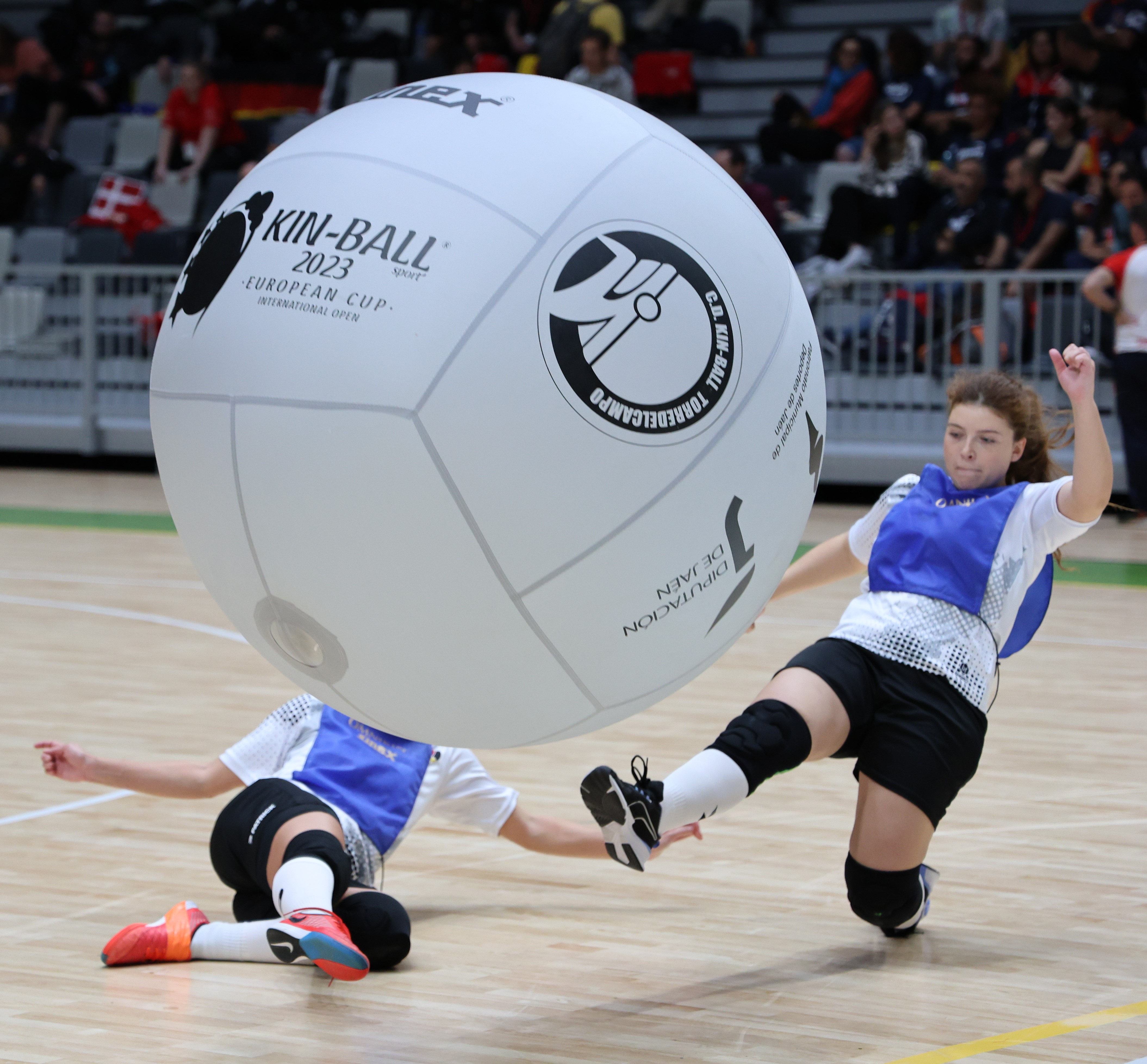
Nach einem Angriffsschlag gegen die Mannschaft Blau versuchen zwei Spielerinnen den Ball mit einem 'Rutsch' (Slide) zu 'retten'.

3. Nach einem Angriffsschlag gegen die Mannschaft Blau versuchen zwei Spielerinnen den Ball mit einem 'Rutsch' (Slide) zu 'retten'.Er bewegt sich mit dem Ball, nachdem der dritte Spieler seines Teams während der Verteidigung eines Angriffs den Ball berührt hat.
4. Er schlägt den Ball mit einer ausschließlich abwärts gerichteten Flugbahn.
5. Er schlägt den Ball weniger als 1,80 Meter weit.
6. Nicht jeder Spieler hat im Moment des Aufschlages Ballkontakt.
7. Er macht einen Aufruffehler (kein Schlüsselwort, falsche Farbe, Schlag kommt zu früh …).
8. Mehr als ein Verteidigungsspieler steht während eines Aufschlages in der Angriffszone mit einem Radius von 1,80 Metern um den Ball. Hinweis: Mit “enger Verteidigung” wird erst ab einem höheren Niveau gespielt.
9. Er behindert absichtlich einen Spieler einer gegnerischen Mannschaft.

Wenn eine Mannschaft einen Fehler begeht, bekommen die anderen beiden Mannschaften jeweils einen Punkt. Dies bewirkt, dass schwächere Mannschaften im Spiel bleiben und nicht blamabel verlieren (außer sie machen viele Fehler hintereinander).

## Werte des Kin-Ball Sports
Die obersten Werte sind
- Respekt gegenüber allen Akteuren

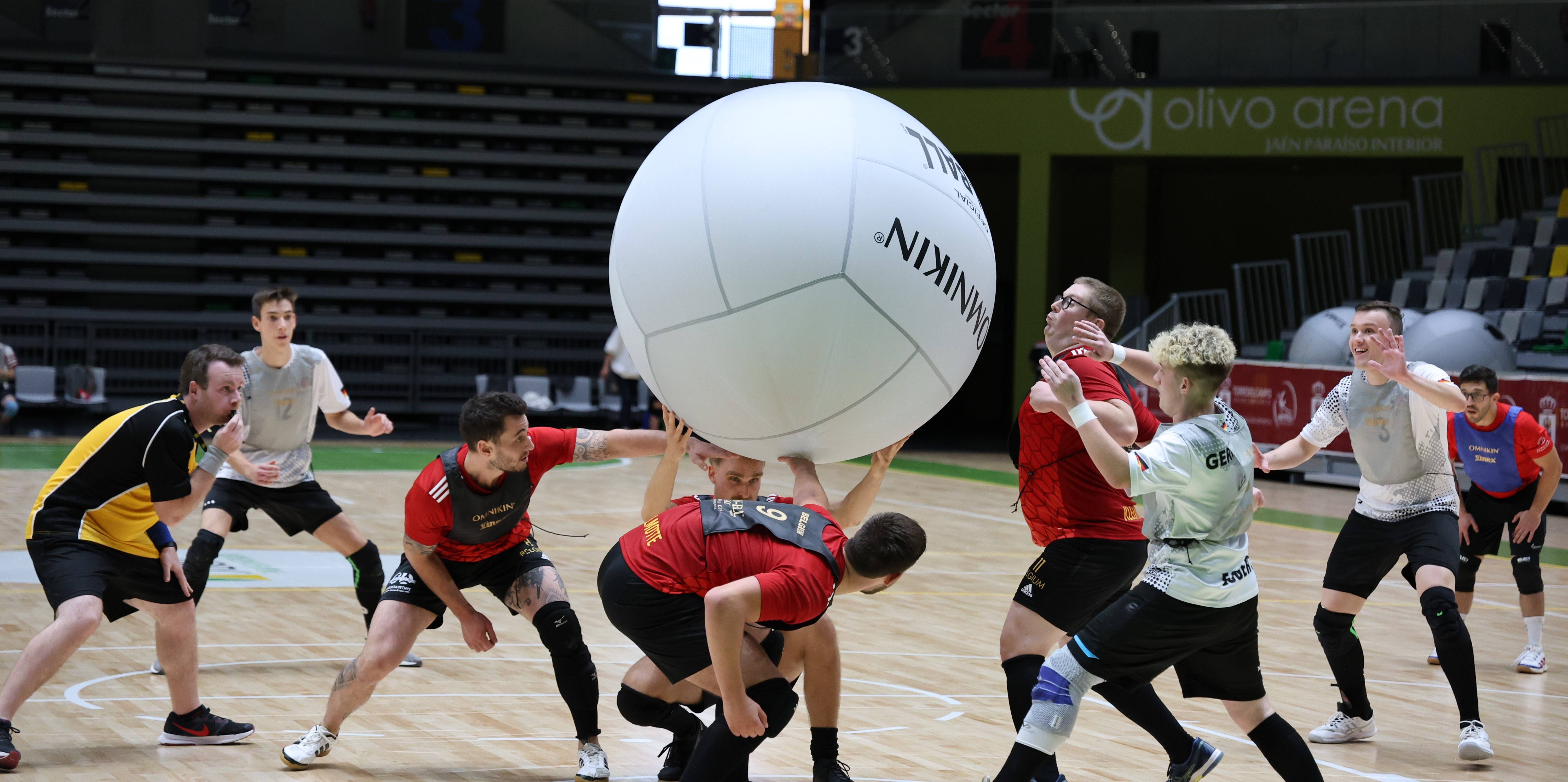
Mannschaft Schwarz greift an. In diesem Fall weiß Mannschaft Grau, dass sie angegriffen wird und versucht den Angriff über einen Blockspieler zu entschärfen. Mannschaft Blau im Hintergrund erwartet den nächsten Angriff.

- Mannschaft Schwarz greift an. In diesem Fall weiß Mannschaft Grau, dass sie angegriffen wird und versucht den Angriff über einen Blockspieler zu entschärfen. Mannschaft Blau im Hintergrund erwartet den nächsten Angriff.Zusammenarbeit, ohne die das Spiel nicht funktioniert
- Barrierefreiheit, mit der Kin-Ball über alle Geschlechter-, Alters-, Leistungsgrenzen hinaus zusammen auch in einer Mannschaft gespielt werden kann
- Spaß durch einfaches Erlernen und angepasste Weiterentwicklung

Kin-Ball ist ein Selbstläufer, weil die Motivation, sich zu bewegen, schon aus dem außerordentlichen Aufforderungscharakter des Sportgeräts selbst kommt. Die vielfältigen Einsatzmöglichkeiten von individuellen und kollektiven Übungsformen über ‚Kleine Spiele‘ bis hin zum regelkonformen Kin-Ball-Spiel sorgen für eine zeitgemäße und freudvolle sportliche Beschäftigung. Kin-Ball liefert einen umfassenden Beitrag zur körperlichen, geistigen, sozialen und emotionalen Entwicklung von Kindern und Jugendlichen. Damit ist es hervorragend für die sportlichen Bildungs- und Erziehungsaufgaben in Schule, Verein, Betrieben und allen Organisationen geeignet, die im Sport eine Mittel für den Wertetransport sehen. Kin-Ball wurde auch entwickelt, um einen Kontrapunkt zu den kraftbetonten, den Starkult und Individualismus fördernden Mannschaftssportarten zu setzen.
Das Mannschaftsspiel Kin-Ball hat viele Vorzüge:
- Es funktioniert nur im gesamten Team, d. h. kein Mitspieler kann ausgeschlossen werden oder untätig sein.
- Die Spielregeln können dem Niveau der Spieler angepasst und abgewandelt werden. Sie betonen im Besonderen Maß die Fairness.
- Dem Kin-Ball-Spiel liegt eine ‚Charta zu sportlichem Verhalten‘ zugrunde. Verstöße dagegen gehen in das Spielergebnis ein

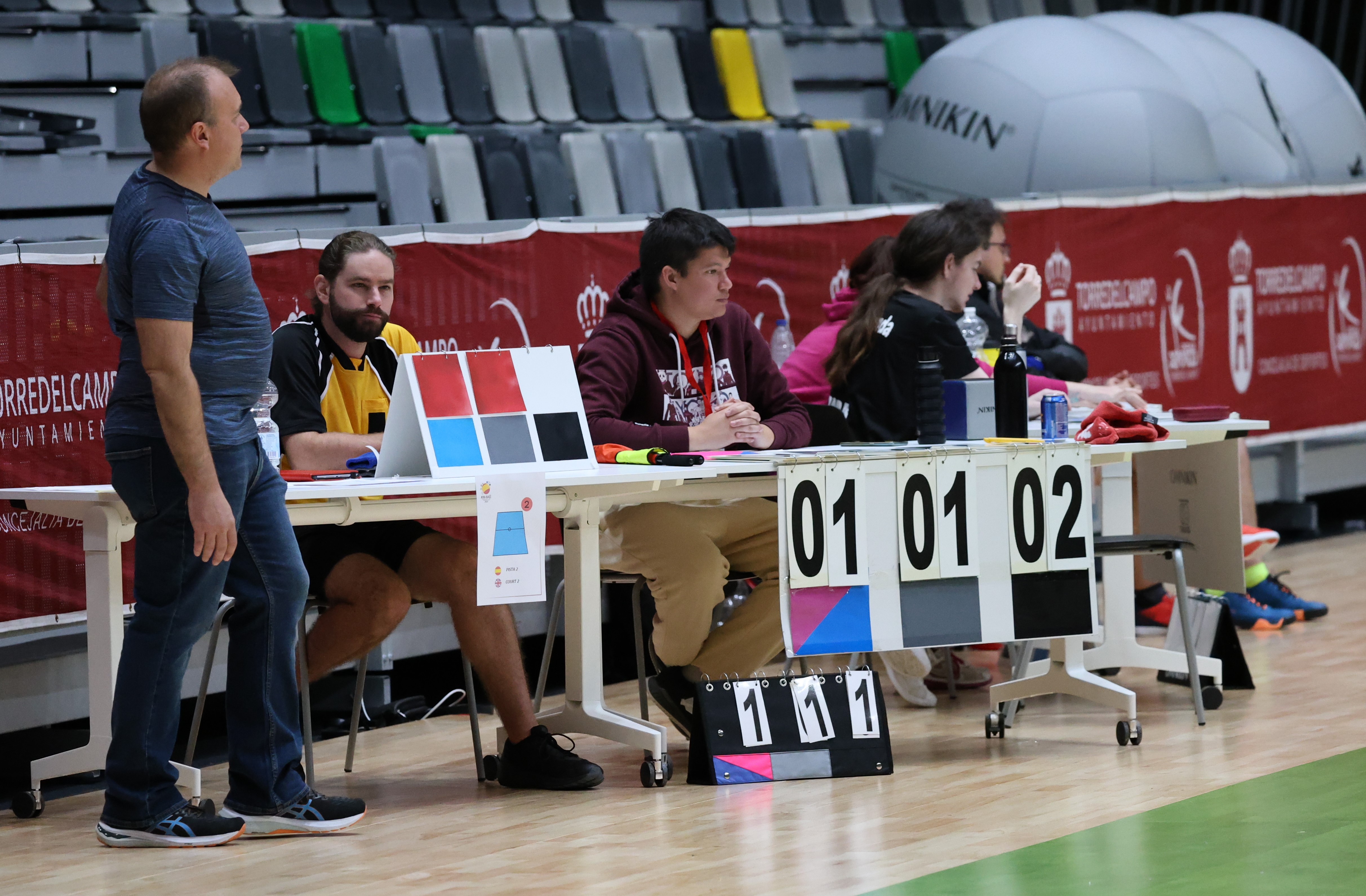
Kampfrichtertisch mit großer Zähltafel (Scoreboard) für die Punkte, kleiner Zähltafel für die gewonnenen Spielperioden und Anzeigetafel für das Aufschlagsrecht bei gemischtgeschlechtlichen Teams. Rotes Quadrat bedeutet, dass ein Mann kein zweites Mal in Folge aufschlagen darf.

- Kampfrichtertisch mit großer Zähltafel (Scoreboard) für die Punkte, kleiner Zähltafel für die gewonnenen Spielperioden und Anzeigetafel für das Aufschlagsrecht bei gemischtgeschlechtlichen Teams. Rotes Quadrat bedeutet, dass ein Mann kein zweites Mal in Folge aufschlagen darf.Es ist schnell zu erlernen, liefert rasch ein Erfolgserlebnis und damit auch Spaß am Spiel.
- Es wird nie langweilig, weil es technisch und taktisch anspruchsvolle Entwicklungsmöglichkeit bis hin zum Leistungssport bietet.
- Es kann in der Halle und auch im Freien (sogar im Schnee) gespielt werden.
- Die Spielfeldgröße kann variabel gewählt werden.
- Es sind keine aufwändigen Aufbauten notwendig.

## Geschichte des Kin-Ball-Sports

### Der Ursprung
Ein Abschlussprojekt der University of Quebec in Montreal war 1986 die Geburtsstunde des Kin-Ball-Sports. Mario Demers und 4 weitere Studenten erhielten den Auftrag, eine Aktivität zu entwickeln, welche die Bevölkerung motivieren sollte, sich in gemeinsamem Tun mehr zu bewegen. Hintergrund war das zunehmende Defizit an konditionellen und koordinativen Fähigkeiten sowie sozialverträglichem Verhalten in der Bevölkerung.
Der Besuch eines Rockkonzerts, bei dem die Band riesige Bälle ins Publikum warf, mit denen sich die Besucher vergnügten, brachte die Gruppe auf die Idee, solche Riesenbälle zu Handlungsobjekten ihres Abschlussprojektes zu machen. Viele Bewegungsideen mit diesen Bällen wurden gesammelt und ausprobiert bis schließlich ein zündender Spielgedanke geboren war. Aus dem Kin-Ball-Sport hatte sich ein für Akteure und Zuschauer attraktives Kin-Ball-Spiel entwickelt. Nun waren es drei Mannschaften à 4 Spieler, die gleichzeitig auf dem Spielfeld darum kämpften, im Fall eines Angriffs den Ball unter Kontrolle zu bringen und ihrerseits einen erfolgreichen Angriff zu starten. Mit dieser Spielidee war neben der motorischen Fitness auch der Teamgeist gefordert und der Auftrag im Abschlussprojekt erfüllt – zumindest teilweise.
Mario Demers war klar, dass eine tolle Idee sich nicht von selbst in der Gesellschaft verbreitet. Dafür brauchte es das nötige Spielmaterial, Werbung und engagiertes Personal. So wagte er 1987 die Gründung einer Kapitalgesellschaft mit der Bezeichnung OMNIKIN Inc. mit der das Material, die Weiterentwicklung und Verbreitung des Sportspiels Kin-Ball® finanziert werden sollte. Den Namen ‚Omnikin‘ leitete er aus dem lateinischen Wort omnes = alle und der griechischen Vorsilbe kin, die für Bewegung bzw. sich bewegen stehen. Auch für die Bezeichnung Kin-Ball hat er die griechische Vorsilbe gewählt und sich beide Begriffe mit der Trademark schützen lassen.
Im August 1987 bekam das Sportspiel Kin-Ball ein festgeschriebenes Regelwerk, das alle zwei Jahre überarbeitet wird. Seitdem steht Kin-Ball für die neue Form eines Spiels, das als sozial-integrativer Schul- und Freizeitsport aber auch als leistungsorientierter Wettkampfsport betrieben wird.

### Internationale Entwicklung
1992 wurde in der kanadischen Provinz Quebec der erste Kin-Ball-Verband gegründet. Er ist bis heute der Motor für die internationale Verbreitung des Kin-Ball-Sports.
2000 gründeten sich der Kanadische Kin-Ball-Verband und der Internationale Kin-Ball-Verband (IKBF)
Die derzeit 3,8 Millionen Mitglieder spielen zum größten Teil in den Ländern Kanada, USA, Japan, Belgien, Frankreich, Schweiz, Spanien, Deutschland, Dänemark, Tschechien, Singapore, Malaysia, Südkorea, China (einschließlich Hong Kong) und Großbritannien.

### Kin-Ball in Deutschland
2004 wurde Kin-Ball auf dem Deutschen Turnfest erstmals in Deutschland vorgestellt. Andrea Pielen, eine Mitarbeiterin des Saarländischen Turnerbundes (STB), brachte das Spiel aus Kanada mit.
2005 nahm eine saarländische Delegation an den Weltmeisterschaften in Belgien teil.
2008 fand die Europameisterschaft in Saarlouis statt.
Bis 2019 hatte sich Kin-Ball über das Saarland hinaus auf Vereine in Bayern, Baden-Württemberg und Nordrhein-Westfalen verbreitet. Spieler dieser Vereine gründeten im November 2019 im Rahmen des 10. Kin-Ball Welt Cups im französischen Les Ponts-de-Cé (Angers), einen eigenständigen Deutschen Kin-Ball-Verband (DKBV). In den Folgejahren kamen zwei weitere Verein aus den Bundesländern Thüringen und Niedersachsen hinzu.
Seit 2019 organisiert der DKBV eine Bundesliga mit der in 4 Turniertagen ein Deutscher Meister ermittelt wird.
2023 zählt der Deutsche Kin-Ball-Verband 225 Mitglieder, die auf 10 Vereine in Deutschland verteilt sind:
- TC 1869 Sterkrade e.V.[32] (Nordrhein-Westfalen)
- ASV Einigkeit Süchteln e.V.[33] (Nordrhein-Westfalen)
- SV Sillenbuch 1892 e.V.[34] (Baden-Württemberg)
- Die Münchner Elche e.V.[35] (Bayern)
- TSV Bobingen 1910 e.V.[36] (Bayern)
- TB Weiden 1861 e.V.[37] (Bayern)
- TV 1879 Saarlouis-Roden e.V.[38] (Saarland)
- SSV Homburg-Erbach 1982 e.V.[39] (Saarland)
- 1. Kin-Ball Club Erfurter Lachse e.V.[40] (Thüringen)
- TSG Dissen e.V.[41] (Niedersachsen)

### Geschichte der Welt-Cup-Turniere
2001 1. World-Cup in Kanada mit 4 Nationen: Kanada, USA, Japan und Belgien
2002 2. World-Cup in Kanada mit 4 Nationen: Kanada, Japan, Belgien, Frankreich
2005 3. World-Cup in Belgien mit 6 Nationen: Kanada, Japan, Belgien, Frankreich, Spanien, Deutschland
2007 4. World-Cup in Spanien mit 7 Nationen: Kanada, Japan, Belgien, Frankreich, Spanien, Deutschland, Dänemark
2009 5. World-Cup in Kanada mit 8 Nationen: Kanada, Japan, Belgien, Frankreich, Spanien, Deutschland, Dänemark, Schweiz
2011 6. World-Cup in Frankreich (Nantes) mit 8 Nationen: Kanada, Japan, Belgien, Frankreich, Spanien, Deutschland, Dänemark, Schweiz
2013 7. World-Cup in Belgien mit 11 Nationen: Kanada, Japan, Belgien, Frankreich, Spanien, Deutschland, Dänemark, Schweiz, Tschechien, Südkorea, China
2015 8. World-Cup in Spanien mit 12 Nationen: darunter die Neulinge Österreich und Slowakei. Erstmals gewinnt nicht Kanada beide Turniere, sondern Japan wird Sieger bei den Männern.
2017 9. World-Cup in Japan (Tokyo) mit 12 Nationen: darunter die Neulinge Hong Kong und Singapur
2019 10. World-Cup in Frankreich (Les Ponts-de-Cé) mit 11 Nationen: Kanada, Japan, Belgien, Frankreich, Spanien, Deutschland, Schweiz, Tschechien, Südkorea, China, Hong Kong

## Europameisterschaften
Noch zu ergänzen

## Weltmeisterschaften

### Männer
| Jahr | Stadt             | Gold   | Silber     | Bronze     |
| ---- | ----------------- | ------ | ---------- | ---------- |
| 2001 | Québec            | Kanada | Japan      | Belgien    |
| 2002 | Québec            | Kanada | Japan      | Frankreich |
| 2005 | Ans               | Kanada | Japan      | Frankreich |
| 2007 | Bilbao            | Kanada | Japan      | Frankreich |
| 2009 | Trois-Rivières    | Kanada | Belgien    | Japan      |
| 2011 | Nantes            | Kanada | Japan      | Frankreich |
| 2013 | Pepinster         | Kanada | Japan      | Belgien    |
| 2015 | Torrejón de Ardoz | Japan  | Frankreich | Tschechien |
| 2017 | Tokio             | Kanada | Japan      | Tschechien |
| 2019 | Les Ponts-de-Cé   | Kanada | Frankreich | Japan      |

### Frauen
| Jahr | Stadt             | Gold   | Silber     | Bronze     |
| ---- | ----------------- | ------ | ---------- | ---------- |
| 2001 | Québec            | Kanada | Japan      | Belgien    |
| 2002 | Québec            | Kanada | Japan      | Frankreich |
| 2005 | Ans               | Kanada | Japan      | Frankreich |
| 2007 | Bilbao            | Kanada | Japan      | Frankreich |
| 2009 | Trois-Rivières    | Kanada | Frankreich | Japan      |
| 2011 | Nantes            | Kanada | Japan      | Schweiz    |
| 2013 | Pepinster         | Kanada | Japan      | Belgien    |
| 2015 | Torrejón de Ardoz | Kanada | Japan      | Frankreich |
| 2017 | Tokio             | Kanada | Japan      | Frankreich |
| 2019 | Les Ponts-de-Cé   | Kanada | Tschechien | Japan      |